# 제117차 국제 올림픽 위원회 총회

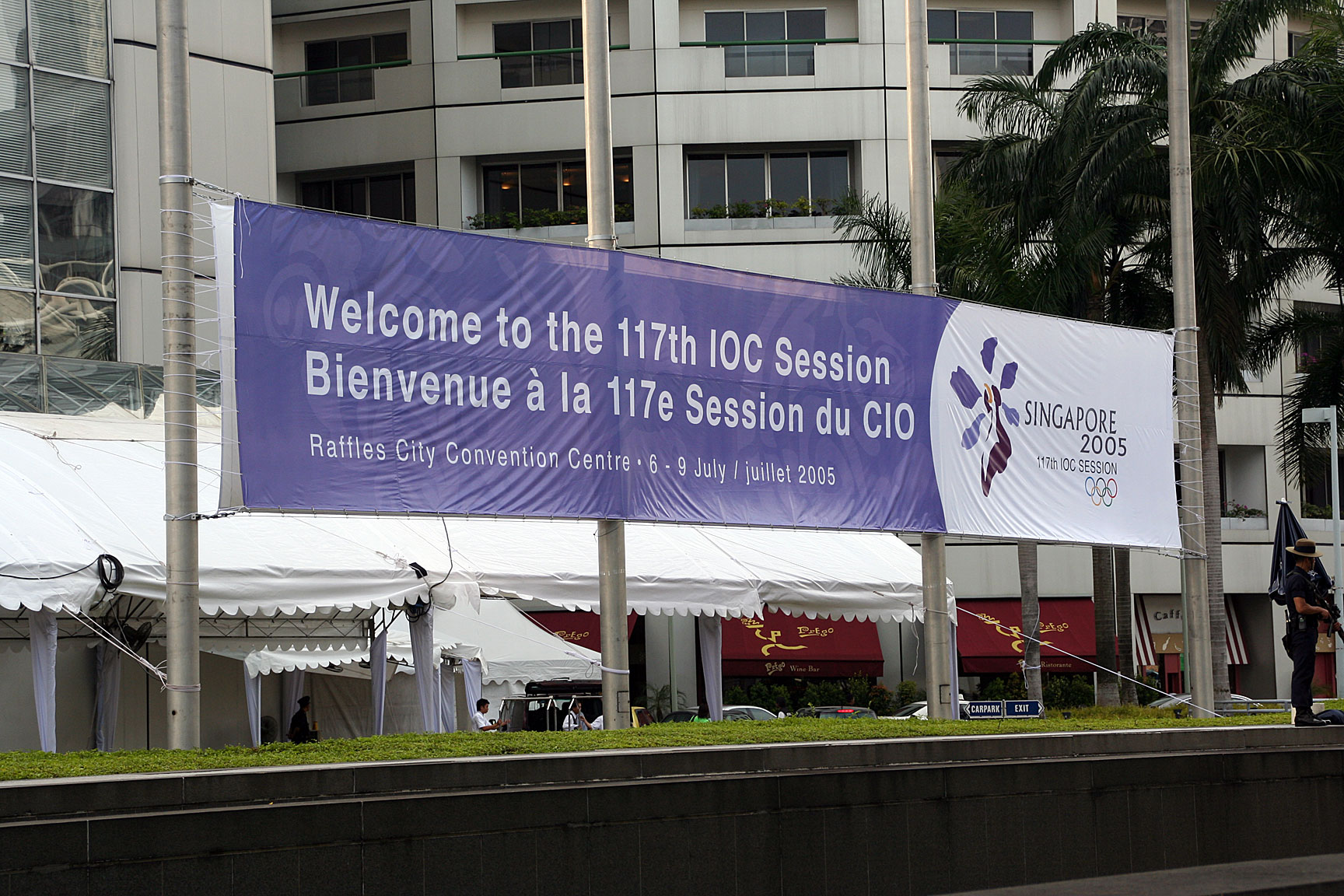
117차 총회 공식 로고

117차 IOC 총회는 싱가포르에서 처음으로 열린 IOC 총회로서 2005년 2일부터 9일까지 열렸다. 기 총회는 두 가지 주요 의제를 포함했으며 이는 2012년 하계 올림픽 개최도시 선정과 하계 올림픽에서 운용중인 28개 스포츠 종목에 대한 평가였다.

## 같이 보기
- 국제 올림픽 위원회 총회
- 2010년 하계 청소년 올림픽